# Midi Z
Midi Z (chinois : 趙德胤 — pinyin : Zhāo Dé-Yìn) est un réalisateur birmano-taïwanais né le 18 décembre 1982 à Lashio en Birmanie et vivant à Taïwan depuis 1998. Son film Bing du (zh) a représenté Taïwan dans la catégorie du meilleur film en langue étrangère à la 87e cérémonie des Oscars du cinéma. 

## Biographie

### Enfance birmane
Descendant d’un soldat du Kuomintang resté en Birmanie à la fin de la guerre civile chinoise, Midi Z reçoit une éducation birmane et chinoise.  D’un milieu modeste, il s’applique dans ses études et obtient la possibilité d’aller étudier dans un lycée à Taïwan, où il arrive à l’âge de seize ans. 

### Sur la route du cinéma
Bénéficiaire d’une bourse d’études, Midi Z s’investit beaucoup dans ses études à Taïwan, qu’il poursuit au niveau universitaire. En 2005, un devoir le fait réfléchir à la manière de tourner un film. Il commence alors à se procurer des DVD d’occasion, regarde des classiques et cherche des informations dans les bibliothèques. Sa volonté de devenir réalisateur ne date cependant pas de cette époque, sa principale motivation étant alors de devenir photographe de mariage en Birmanie.
Pendant ses derniers jours sur le campus, le dilemme de rester à Taïwan ou de retourner en Birmanie le déprime. Au même moment, inspiré par Les Fraises sauvages d’Ingmar Bergman et Le Trou de Tsai Ming-liang, il prend davantage conscience de l’importance qu’un film doit accorder à l’être humain et à l’expression des émotions.

### Les premiers longs métrages
En 2009, le réalisateur taïwanais Hou Hsiao-hsien fonde l’Académie du film du Festival du Cheval d’or en vue de former de jeunes réalisateurs, scénaristes et photographes.  Midi Z s’y inscrit et tourne le court métrage L’Incident de Hua-Xing. À cette occasion, Hou Hsiao-Hsien lui apprend comment utiliser des acteurs amateurs dans un souci de vraisemblance. Le réalisateur taïwanais Ang Lee, quant à lui, lui rappelle que tourner un film est une opération devant conduire le réalisateur à faire face à ses propres sentiments. Midi Z se met dès lors à explorer son pays natal et son enfance, qui lui fourniront les thèmes de sa « Trilogie de l’Origine » : Gui lái dí rén (zh), Qiong ren, liu lian, ma yao, tou du ke (zh) et Bing du (zh).

### Le début de la reconnaissance
Après avoir tourné deux films documentaires sur l'extraction illégale du jade dans le nord de la Birmanie, Jade Miners et City of Jade, Midi Z réalise son premier long métrage de fiction à moyen budget, Adieu Mandalay, qui lui vaut de recevoir le prix FEDEORA au Festival de Venise 2016. La même année, Midi Z reçoit le prix du meilleur professionnel du cinéma taiwanais de l'année au 53e Festival du Cheval d'or de Taipei. Son long métrage suivant, Nina Wu, est quant à lui présenté dans la section Un Certain Regard du Festival de Cannes 2019.

## Œuvre cinématographique
Son premier long métrage, Gui lái dí rén (zh), raconte l’histoire d’un Birman qui a travaillé à Taïwan pendant 12 ans. Après être revenu à Lashio, sa ville natale, il se renseigne auprès de parents et d’ami sur les opportunités de travail et d’investissement dans la région. En même temps, son jeune frère décide de partir en Malaisie.
Qiong ren, liu lian, ma yao, tou du ke (zh), son deuxième long métrage met en scène les histoires d’immigrants clandestins birmans à la frontière de la Thaïlande. Un assistant de guide touristique connaît des difficultés financières à cause d’une inondation à Bangkok, tandis que sa sœur est enlevée par un gang mafieux. Une femme achemine des immigrants illégaux dans l’espoir que le patron de l’organisation illégale pour laquelle elle travaille lui fournira une carte d’identité.
Son troisième film, Bing du (zh), sorti en 2014, raconte la liaison sentimentale d’un homme et d’une femme qui peinent à joindre les deux bouts en Birmanie. L’homme est chauffeur de taxi-moto et la femme transporte de la drogue pour gagner de l’argent. Ce film a été choisi pour représenter Taïwan dans la catégorie du meilleur film en langue étrangère à la 87e cérémonie des Oscars du cinéma.
Les trois premiers films de fiction de Midi Z sont tournés avec de très petits budgets et des équipes très réduites. À cause de la censure birmane très stricte, le réalisateur doit filmer en secret. Son quatrième long métrage de fiction, Adieu Mandalay, bénéficie en revanche d'un budget relativement important et de la participation d'acteurs connus, comme le Taiwanais Ko Chen-tung. Par ailleurs, il est le premier de sa filmographie à pouvoir être projeté en Birmanie. Le réalisateur y raconte l'histoire d'amour entre deux travailleurs birmans clandestins à Bangkok.
Le cinquième long métrage de Midi Z, Nina Wu, marque une rupture dans sa filmographie, le réalisateur y abandonnant les thèmes liés à l’immigration pour aborder le sujet de l’exploitation des femmes dans le monde du spectacle à travers l’histoire d’une actrice traumatisée après avoir été violée par un producteur de cinéma.

## Filmographie

### Longs métrages
- 2011 : Gui lái dí rén (zh) (歸來的人)
- 2012 : Qiong ren, liu lian, ma yao, tou du ke (zh) (窮人。榴槤。麻藥。偷渡客)
- 2014 : Bing du (zh) (冰毒)
- 2016 : Adieu Mandalay (再見瓦城, Zài Jiàn Wǎ Chéng)
- 2019 : Nina Wu (灼人秘密, Zhuó rén mìmì)
- 2024 : Qiao yan de xin shi (zh) (乔妍的心事)

### Documentaires
- 2015 : Wa yu shi de ren (zh) (挖玉石的人)
- 2016 : Fei cui zhi cheng (zh) (翡翠之城)
- 2018 : Quatorze Pommes (十四顆蘋果, Shisi ke ping guo)
- 2023 : La Clinique (診所, Sei khen)

### Courts métrages
- 2006 : Paloma Blanca (白鴿)
- 2008 : Motocycle Driver (摩托車夫), A Home-Letter (家書)
- 2009 : The Man From Hometown (家鄉來的人), Guess Who I Am? (猜猜我是誰？), Hua-Xing Incident (華新街紀事)
- 2010 : Journal de Chantier[16] (工地日誌), Solitary-ism (一個人主義)
- 2013 : Silent Asylum (沉默庇護) dans le collectif Taipei Factory (台北工廠), Burial Clothes (安老衣) dans le collectif Letters from the South (南方來信)
- 2014 : The Palace on the Sea (海上皇宮)

## Récompenses
- 2014 : Prix du meilleur réalisateur au 16e Festival du film de Taipei pour Ice Poison.
- 2014 : Prix du « Taiwan Award » de la compétition internationale du court métrage au Festival du film de Kaohsiung pour The Palace on the Sea.
- 2016 : Prix du mérite au Festival international du documentaire de Taïwan pour Jade Miner.
- 2016 : Prix FEDEORA du meilleur film au Festival de Venise 2016 pour The Road to Mandalay.
- 2016 : Prix du meilleur cinéaste taïwanais de l'année au Festival du Cheval d'or 2016.